# Factorisation gauche
La factorisation gauche est la réécriture d'une grammaire formelle pour éliminer des productions commençant avec le même token.
La factorisation gauche est l'une des conditions nécessaires pour faire une analyse descendante déterministe.

## Exemple
Soit la grammaire suivante :
      A →  a X | a Y
La factorisation gauche de celle-ci se fait comme suit :
      A  → a A'
      A'→   X  |  Y
La grammaire obtenue est ainsi factorisée à gauche. Il s'agit d'une factorisation simple.